# Subbelba reevesi
Subbelba reevesi är en kvalsterart som först beskrevs av Norton och Rjabinin 1994.  Subbelba reevesi ingår i släktet Subbelba och familjen Damaeidae. Inga underarter finns listade i Catalogue of Life.